# Алиев, Видади Гусейн оглы
Алиев Видади Гусейн оглы (род. 1 сентября 1945, Гёйджали, Агстафинский район) — азербайджанский актёр, Народный артист Азербайджана (2019). В 2007 году удостоен Золотой медали Союза театральных деятелей Азербайджана, а в 2013 году награжден медалью «Прогресс».

## Биография
Видади Алиев родился в селе Гёйджали Агстафинского района в семье интеллигентов. После окончания средней школы начал свою трудовую деятельность каменщиком в строительстве. В 1967 году окончил факультет драмы и киноактёрства Азербайджанского государственного института искусств. С того же года начал работать актёром в Ереванском государственном азербайджанском драматическом театре имени Джафара Джаббарлы. В период с 1988 по 2000 годы был директором и художественным руководителем этого театра.
Как актёр создал более 180 различных образов в театральных постановках. Среди них: Балаш («Севиль», Джафар Джаббарлы), Аскер бек («Аршин мал алан», Узеира Гаджибекова), Флорелло («Все хорошо, что хорошо кончается», Уильям Шекспир), Фикрет («Второй голос», Бахтияр Вахабзаде), Яшар («Яшар», Джафар Джаббарлы), Бехрам («Увядшие цветы», Джафар Джаббарлы), Муса киси («Свадьба», Сабит Рахман), Володя («Трибунал», А. Макаёнок), Рустам («Зачем ты живешь?», Гасан Сейидбейли), Отец («Дом на песке», Рустам Ибрагимбеков), дядя Керем («Не могу забыть», Ильяс Эфендиев). В кино сыграл роли в таких фильмах, как «Когда прилетают совы» (Камиль), «Я окропил улицы» (Азиз) и «Жёлтая невеста» (отец).
Как режиссёр поставил множество спектаклей: «Трибунал» (А. Макаёнок), «Близнецы» (П. Пачев), «Ревнивые сердца» (М. Хагвердиев), «Предложение» (А. П. Чехов), «Вор» (М. Биркиев) и др.

## Театральная деятельность

### Как режиссёр
- «Муж и жена» (Мар Байджиев, 1980)
- «Моя свекровь» (Георгий Хугаев, 1980)
- «Сказка о близнецах» (Панчо Панчев, 1980)
- «Насреддин» (Юсиф Азимзаде, 1991)
- «Пусть им будет прощение» (Сулейман Решиди, 1993)
- «Дели Домрул» (Айдын Хаггары, 1994)
- «Мадам Бадам» (Видади Алиев, 1994)
- «Аббасгулу бек Шадлинский» (Ингилаб Велизаде, 1996)
- «Железная леди» (Шераф Башбеев, 1997)
- «Вор» (Марсел Мирине Биркие, 1999)
- «Пусть убережет нас Бог» (Мамед Гюль, 2002)
- «Моё искусство — общественный сеньор» (Р. Торобучи, 2003)
- «Ревнивые сердца» (М. Хагвердиев, 2004)
- «Трибунал» (А. Макаёнок, 2005)

### Как актёр
- Балаш («Севиль», Джафар Джаббарлы)
- Яшар («Яшар», Джафар Джаббарлы)
- Бехрам («Увядшие цветы», Джафар Джаббарлы)
- Мюсю Джордан («Мюсю Джордан и дервиш Мастали шах», Мирза Фатали Ахундов)
- Хан («Визирь Ленкоранского хана», Мирза Фатали Ахундов)
- Арелуиз («Слуга двух господ», Карло Гольдони)
- Аскер («Аршин мал алан», Узеира Гаджибеков)
- Володка («Трибунал», Александр Макаёнок)
- Бертрам («Все хорошо, что хорошо кончается», Уильям Шекспир)
- Карандашев («Бесприданница», Александр Островский)
- Рустам («Зачем ты живешь?», Гасан Сейидбейли и Имран Касимов)
- Зафер («Любовь живет ещё», Хидаят)
- Шахсуваров («Семья Атаевых», Ильяс Эфендиев)
- Савалан («Дневники, которые были уничтожены», Ильяс Эфендиев)
- Гияс («Летние дни города», Анар)
- Мушфиг («Кто тебя забудет?», Мустафа Искандерзаде)
- Шихлинский («Среди подписей», Нариман Гасанов)
- Назим («Должность», Акрам Айлисли)
- Сакайдеев («13-й председатель», Азад Абдулин)
- Митош («Разлука», Сабит Рахман)
- Элджан («Жизнь нас ждёт», Нахид Гаджизаде)
- Шахмар («Эхо», Наби Хазри)
- Бахтияр («Звезда», Сабит Рахман и Сулейман Алескеров)
- Алин («Моё счастье, где ты?», Георгий Хугаев)
- Наби («Должность», Акрам Айлисли)
- Шеппели («Шеппели», Иса Муганна)
- Икхтияр («Беженцы», Зелимхан Якуб)
- Мердан («Пусть им будет прощение», Сулейман Решиди)
- Алишь («Любовь живет ещё», Хидаят)
- Салахов («Когда журавли возвращаются», Хидаят)

## Творчество
С 1988 года начался бакинский период Ереванского государственного азербайджанского драматического театра имени Джафара Джаббарлы. Видади Алиев, собрав труппу и взяв на себя ответственную миссию по созданию единственного культурного центра, оставшегося от Еревана, продолжил многолетние творческие традиции театра в качестве его руководителя и режиссёра.
Видади Алиев снискал широкую известность как талантливый актёр, создавший запоминающиеся образы, такие как Балаш («Севиль»), Яшар («Яшар»), Бехрам («Увядшие цветы»), Мюсю Джордан («Мюсю Джордан и дервиш Мастали шах»), Хан («Визирь Ленкоранского хана»), Арелуиз («Слуга двух господ»), Аскер («Аршин мал алан»), Володка («Трибунал»), Карандашев («Бесприданница»), Рустам («Зачем ты живешь?»), Зафер («Любовь живет ещё»), Шахсуваров («Семья Атаевых»), Савалан («Дневники, которые были уничтожены»), Гияс («Летние дни города»), Мушфиг («Кто тебя забудет?»), Шихлинский («Среди подписей»), Митош («Разлука») и другие.

## Награды
- «Заслуженный артист Азербайджанской ССР»[2] — 24 ноября 1978 года
- «Народный артист Азербайджанской Республики»[3] — 31 июля 2019 года
- Золотая медаль «Театральный деятель»[азерб.] — 2007 год, Союз театральных деятелей Азербайджана
- Медаль «Прогресс» — 25 июня 2013 года
- Медаль «Артист» (Азербайджанский союз театральных деятелей) — 10 марта 2021 года

## Фильмография
1. Ailə (полнометражный художественный фильм) — Исмaил
2. Bayquş gələndə… (фильм, 1978)
3. Bəsdir, ağlama! (фильм, 1999)
4. Bulağıstan (фильм, 2009)
5. Cavid ömrü (фильм, 2007)
6. Dayanacaq (фильм, 2009)
7. Doğma sahillər (фильм, 1989)
8. Ərazi (фильм, 2005)
9. Fatehlərin divanı (фильм, 1997)
10. Girov (фильм, 2005)
11. Hökmdarın taleyi (фильм, 2008)
12. Küçələrə su səpmişəm (фильм, 2004)
13. Qəzəlxan (фильм, 1991)
14. Olacağa çarə yoxdur (фильм, 2003)
15. Ömürdən uzun gecə (фильм, 1996)
16. Sirr (сериал, 2012)
17. Təxribat (фильм, 1989)
18. Yalan (фильм, 2005)
19. Nabat (фильм, 2014)
20. Qara bağ (фильм, 2016)
21. Oğlan evi 2 (фильм, 2016)